# Santa Maria della Mercede e Sant'Adriano a Villa Albani (diaconia)
Santa Maria della Mercede e Sant'Adriano a Villa Albani (in latino: Diaconia Sanctae Mariae de Mercede et Sancti Adriani ad locum vulgo "Villa Albani") è un titolo cardinalizio istituito da papa Paolo VI il 7 giugno 1967 con la costituzione apostolica Hac nostra aetate.
Il titolo insiste sulla chiesa di Santa Maria della Mercede e Sant'Adriano, nel quartiere Salario.

## Titolari
- John Joseph Krol, titolo presbiterale pro illa vice (26 giugno 1967 - 3 marzo 1996 deceduto)
  - Vacante (1996-2006)
- Albert Vanhoye, S.I. (24 marzo 2006 - 20 giugno 2016); titolo presbiterale pro illa vice (20 giugno 2016 - 29 luglio 2021 deceduto)
- Fernando Vérgez Alzaga, L.C., dal 27 agosto 2022